# Chiefs (rugby)
Chiefs, en español Caciques, es un equipo profesional de rugby con sede en la ciudad de Hamilton, en Nueva Zelanda, y que disputa el Super Rugby, el torneo de clubes más importante del hemisferio sur.

## Historia
Fundando en 1996, el equipo representa a las regiones de Bay of Plenty, King Country, Taranaki y Waikato, pero además incluye a las áreas de Counties Manukau y Thames Valley.
Hasta 2004 los Chiefs eran el único equipo neozelandés que no había podido llegar a las semifinales del Super Rugby. Esa temporada, llegaron por primera vez a semifinales, terminando en el cuarto puesto. En 2009 llegaron a la final, donde fueron derrotados 61–17 por los Bulls.
En la temporada 2012 los Chiefs volvieron a llegar a la final, enfrentándose a los Sharks, a quienes vencieron por 37–6, alcanzando así su primer título de Super Rugby. En la temporada 2013 los Chiefs alcanzaron la final por segundo año consecutivo, debiendo enfrentar en la misma a los Brumbies de Australia, a quien derrotaron 27-6. Ese mismo año, ganaron también la Copa BNZ, un trofeo establecido ese mismo año por la Unión de Rugby de Nueva Zelanda, para el equipo con mejor récord en partidos intra-conferencia.
Enfrentaron a los British and Irish Lions durante la Gira de 2017.

### Entrenadores
- Brad Meurant (1996–1997)
- Ross Cooper (1998–2000)
- John Mitchell (2001)
- Kevin Greene (2002–2003)
- Ian Foster (2004–2011)
- Dave Rennie (2012–2017)
- Colin Cooper (2018–)

### Rivalidades
Su clásico rival son los Crusaders. El por ahora partido más importante, se dio durante la temporada 2012 cuando los Chiefs vencieron 20–17 en las semifinales y posteriormente obtuvieron su primer título.

## Jugadores destacados
Liam Messam (2006–2015) es el jugador que más partidos jugó, con 161. Mientras que Stephen Donald es el máximo anotador con 869 puntos.
Jugaron para los Chiefs: Frank Bunce (1996), Glen Osborne (1996–1998), Walter Little (1996–1999), Leon MacDonald (1998), Jonah Lomu (1999), Dylan Mika (1999), Marty Holah (2001–2007), Keven Mealamu (2002), Mils Muliaina (2006–2011), Tana Umaga (2010–2011), Aaron Cruden (2012–2017) y Sonny Bill Williams (2012 y 2015).

## Palmarés
Super Rugby
- Campeón (2): 2012 y 2013
- Subcampeón (4): 2009, 2023, 2024, 2025

- Conferencia Nueva Zelanda (2): 2012 y 2013

### Equipo femenino
- Super Rugby Aupiki (1): 2022
- Subcampeón Super Rugby Aupiki (2): 2023, 2024

### Equipo juvenil
- Super Rugby U20 (1): 2021